# Playmate of the Year
Playmate of the Year é o terceiro álbum de estúdio da banda Zebrahead, lançado em 22 de Agosto de 2000.

## Faixas
1. "I Am" — 3:01
2. "Playmate of the Year" — 2:58
3. "Now or Never" — 3:00
4. "Wasted" — 3:54
5. "I'm Money" — 3:53
6. "Go" — 3:23
7. "What's Goin' On?" — 4:01
8. "Subtract You" — 2:59
9. "The Hell That Is My Life" — 4:00
10. "E Generation" — 2:44
11. "Livin' Libido Loco" —	4:47
12. "In My Room" — 11:35 (Tavis Werts do Reel Big Fish toca um didgeridoo em 3:35 e um trote telefônico é ouvido em 8:41)

## Desempenho nas paradas musicais
| Parada musical (2000)            | Posição |
| -------------------------------- | ------- |
| Estados Unidos - Top Heatseekers | 4       |
| Estados Unidos - Billboard 200   | 127     |

## Créditos
- Justin Mauriello - Guitarra ritmica, vocal
- Ali Tabatabaee - Vocal (Guitarra rítmica em "Playmate of the Year")
- Greg Bergdorf - Guitarra principal, Backing vocals
- Ben Osmundson - Baixo
- Ed Udhus - Bateria
- Howard Benson - Teclados